# Marina Lozano
Marina Lozano de la Fuente (Madrid, 13 de agosto de 1976) es una actriz y presentadora española.
Actualmente, interpreta el personaje de Natalia Romero en "Centro Médico", emitiéndose de lunes a viernes en TVE. 

## Biografía
Marina nació en Madrid en 1976 y es la menor de dos hermanos.
Desde los 6 años de edad, tenía muy claro que quería ser actriz. Se pasaba todo el día frente a la ventana interpretando hasta las noticias de los telediarios que ella misma escribía. A los 9 años, formó parte del programa "El Kiosko" (TVE), donde cantaba, bailaba e interpretaba: hacía justo lo que realmente le apasionaba. Televisión Española, la seleccionó para representar a España en el festival de la Cançao infantil do Oporto Rabelo D'Ouro e Alegria Europeia, el cual ganó. A partir de ahí, combinó sus estudios en el colegio con clases de canto. Poco más tarde, pasó a formar parte del grupo musical Acuarela, durante dos años. Siempre ha estado muy vinculada al mundo del deporte: practicó atletismo, donde destacó en su categoría, pero tuvo que decidir entre el deporte profesional o su carrera como actriz y finalmente, eligió la segunda opción. Fue entonces cuando comenzaron, durante 3 años, sus clases de interpretación en la escuela de Cristina Rota, compaginándolas siempre con apariciones en la pequeña pantalla. Han sido múltiples los trabajos de Marina en televisión, cine y teatro, pero el papel que verdaderamente le ha permitido darse a conocer, ha sido el personaje de Natalia Romero en "Centro Médico", durante más de 600 capítulos. Pese a llevar dos años de emisión, nunca ha dejado de lado el deporte, concretamente el karate, siendo cinturón negro 2.º Dan y monitora.

## Filmografía

### Televisión
| Año         | Título                        | Notas            | Cadena     |
| ----------- | ----------------------------- | ---------------- | ---------- |
| 2023        | Dos Vidas                     | Varios episodios | TVE        |
| 2021        | ¿Y si sí?                     | Varios sketches  | TVE        |
| 2015 - 2017 | Centro Médico                 | 1003 episodios   | TVE        |
| 2008        | Yo soy Bea                    | 2 episodios      | Telecinco  |
| 2007        | C.L.A (No somos ángeles)      | 65 episodios     | Antena 3   |
| 2007        | M.I.R                         | 3 episodios      | Telecinco  |
| 2007        | RIS                           | 1 episodio       | Telecinco  |
| 2005 - 2009 | Hospital Central              | Varios episodios | Telecinco  |
| 2004        | Capital                       | 3 episodios      | Telemadrid |
| 2004        | Ana y los 7                   | 1 episodio       | TVE        |
| 2003        | London Street                 | 1 episodio       | Antena 3   |
| 1999-2001   | Manos a la obra               | 2 episodios      | Antena 3   |
| 2001        | Agente 700                    | 1 episodio       | TVE        |
| 2001        | Dime que me quieres           | 1 episodio       | Antena 3   |
| 2000        | Un chupete para ella          | 2 episodios      | Antena 3   |
| 1999        | La nit de Arévalo             | 1 episodio       | Canal 9    |
| 1999        | 7 vidas                       | 1 episodio       | Telecinco  |
| 1998        | Periodistas                   | 1 episodio       | Telecinco  |
| 1998        | Médico de familia             | 1 episodio       | Telecinco  |
| 1998        | Sr. Alcalde                   | 1 episodio       | Telecinco  |
| 1997        | Más que amigos                | Varios episodios | Telecinco  |
| 1997        | Inquilinos                    | 1 episodio       | Canal 9    |
| 1997        | De tal Paco tal astilla       | 1 episodio       | Telecinco  |
| 1997        | Este es mi barrio             | 1 episodio       | Antena 3   |
| 1997        | Arévalo y cía                 | 1 episodio       | Antena 3   |
| 1997        | El súper                      | 1 episodio       | Telecinco  |
| 1994        | ¡Ay señor, señor!             | 1 episodio       | Antena 3   |
| 1993        | Los ladrones van a la oficina | 1 episodio       | Antena 3   |

### Cine
| Título | Película                   | Cadena           |
| ------ | -------------------------- | ---------------- |
| 2012   | La montaña rusa            | Papel secundario |
| 2011   | La daga de Rasputín        | Papel secundario |
| 2006   | Desde que amanece apetece  | Papel secundario |
| 2005   | 20 cm                      | Papel secundario |
| 2004   | Matar al ángel             | Papel secundario |
| 1999   | La mujer más fea del mundo | Papel secundario |
| 1996   | Teresa y Vanessa           | Mediometraje     |

### Teatro
| Año         | Título                                |
| ----------- | ------------------------------------- |
| 2010 - 2011 | Brujas                                |
| 2009        | Sé infiel y no mires con quién        |
| 2006        | El hombre de Central Park             |
| -           | La isla del tesoro (musical infantil) |
| 2004        | El musical de Broadway                |
| 2002        | El Zorro (el musical)                 |
| 2000        | El show de Andrés Pajares             |
| 1999        | Esta noche hay que matar a Franco     |

### Presentadora y publicidad
| Título             | Notas             | Cadena         |
| ------------------ | ----------------- | -------------- |
| Justo a tiempo     | Copresentadora    | Cuatro         |
| Documentales       | Presentadora      | AXN            |
| Campaña ING Direct | Presentadora      | Antena 3       |
| Biocentury         | Presentadora      | Varias cadenas |
| Tien 21            | Imagen de campaña | Varias cadenas |
| 40 Principales     | Imagen de campaña | Canal +        |
| Mensatel           | Imagen de campaña | Varias cadenas |

### Programas musicales
| Año         | Título            | Notas                  | Cadena |
| ----------- | ----------------- | ---------------------- | ------ |
| 2010        | Cántame cómo pasó | Concursante (cantante) | TVE    |
| 1985 - 1987 | El kiosko         | Cantante               | TVE    |

### Apariciones
| Título                      | Notas        | Cadena   |
| --------------------------- | ------------ | -------- |
| Sketches con Andrés Pajares | Protagonista | TVE      |
| Doble o más                 | Protagonista | Antena 3 |
| Para ti con Jacqueline      | Protagonista | Antena 3 |

## Premios
| Año  | Categoría    | Película         | Evento                | Resultado |
| ---- | ------------ | ---------------- | --------------------- | --------- |
| 1997 | Mejor actriz | Teresa y Vanessa | Festival Alfas del Pi | Ganadora  |
| 1997 | Mejor actriz | Teresa y Vanessa | Aguilar de Campoo     | Ganadora  |

| Año  | Categoría      | Evento                                  | Resultado |
| ---- | -------------- | --------------------------------------- | --------- |
| 1986 | Mejor cantante | 2º Festival da cançao infantil do Porto | Ganadora  |

- Datos: Q42305258